# Deng Yaping
Deng Yaping, född 5 februari 1973 i Zhengzhou i Kina, är en kinesisk bordtennisspelare som tog individuellt OS-guld i Barcelona år 1992 och lyckades ta guld igen detta fyra år senare. Hon har även vunnit två olympiska guldmedaljer i dubbel tillsammans med Qiao Hong: damdubbel 1992 och damdubbel 1996. Hon har även vunnit sex världsmästerskap i bordtennis.
Hon har också studerat till titlar vid Tsinghua University, och University of Nottingham, (mars 2006)

### Fotnoter
1. ↑  Encyclopædia Britannica, Encyclopædia Britannica Online-ID: biography/Deng-Yapingtopic/Britannica-Online, läst: 9 oktober 2017.[källa från Wikidata]
2. ↑  ”Deng Yaping” (på engelska). sports-reference.com. Arkiverad från originalet den 27 maj 2009. https://web.archive.org/web/20090527135619/http://www.sports-reference.com/olympics/athletes/de/deng-yaping-1.html. Läst 21 februari 2016.
3. ↑  ”Table tennis legend Deng Yaping has given birth to a baby boy”. youth.cn. Arkiverad från originalet den 27 september 2007. https://web.archive.org/web/20070927000644/http://en.youth.cn/news/200603/t20060308_302684.htm. Läst 29 juli 2006.